# 麥可·切
麥可·切·坎貝爾（英語：Michael Che Campbell，/ˈtʃeɪ/；1983年5月19日—），美國脫口秀主持人、演員與編劇，其在2014年成為國家廣播公司喜劇小品類綜藝節目《週六夜現場》（SNL）的演職人員，並在同年播出的第40季起與科林·約斯特一同擔任SNL〈週末新聞播報〉環節的主播。兩人在2017年至2022年間為該節目的首席編劇，並曾在2018年共同主持第70屆黃金時段艾美獎。
切曾短暫擔任《每日秀》的記者，並在2013年獲聘為《週六夜現場》的編劇。2014年9月，他取代希絲莉·史壯成為〈週末新聞播報〉的共同主播，他也因此成為該環節史上首位非裔主播。

## 早年生活
麥可·切·坎貝爾在1983年5月19日出生於紐約曼哈頓，其中間名源自革命家切·格瓦拉，為納撒尼爾（Nathaniel）和蘿絲（Rose）七個孩子中的么兒。 他有四個哥哥和兩個姊姊，其中一位哥哥是纽约市警察局的警探，另有一位則已從執法部門退休。切在曼哈頓下東城長大，並畢業自菲奧雷洛·H·拉瓜迪亞音樂、藝術與表演藝術高中。
高中畢業後，切於豐田汽車的經銷商擔任過兩年的客服人員，還曾在紐約蘇豪區銷售一系列繪有名人塑膠彩肖像的自製T恤。其作品一度得到汤美费格的青睞，並邀請他成為該品牌旗下的自由畫家，但切回絕了邀約。

## 生涯

### 初出茅廬與《週六夜現場》

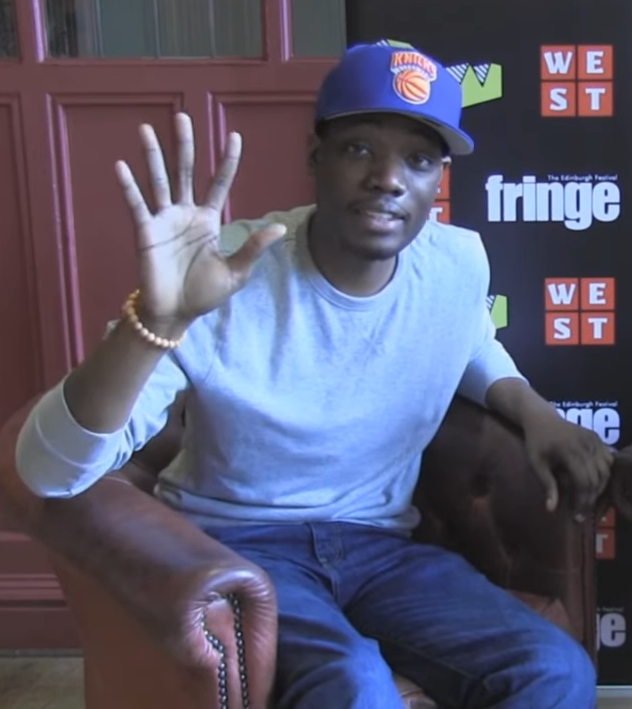
2013年的切

從2009年開始，切都會定期每晚表演幾場單口喜劇，三年後更曾登上《大卫·莱特曼晚间秀》。2013年，《綜藝》把他列進「十大值得留意的喜劇演員」榜單內，而在《滾石》的「五十大最好笑的人」名單中，切亦榜上有名。
切在2013年加入《週六夜現場》的大家庭，最初從客座編劇做起，不久之後成為特約撰稿人。隔年4月28日，他同時獲喜劇中心新聞諷刺類脫口秀節目《每日秀》聘為記者，並在2014年6月4日首次以該節目記者的身份亮相銀幕。儘管切總共只在《每日秀》的九個單集分段出現過，但他的短暫演出仍得到《电视指南》的讚譽。其中最出彩的要數〈歧跑：來自某地的直播〉（"Race/Off: Live From Somewhere"）；切在該片段中為了尋找一個黑人不會被警方騷擾的地方，而在不同地點（透過色键變換背景）做「報導」，但即使逃到外太空還是遭警察拘捕，藉此諷刺性地評論佛格森示威。
2014年9月11日，《週六夜現場》宣佈切將在第40季開始接替希絲莉·史壯，與科林·約斯特一起共同主持〈週末新聞播報〉，時年33歲的他憑此成為該環節史上首位非裔美國人聯合主播。之後切的工作重心轉為播報〈週末新聞播報〉，而甚少出演其他喜劇小品。在他加入SNL後的第三季中，切升任主要演職人員，更於2017年12月與約斯特一起擔任該節目的首席編劇。Vulture的梅格·賴特（Megh Wright）猶其稱讚〈週末新聞播報〉的笑話交換部分，並稱切為約斯特寫的種族歧視笑話總能令觀眾情不自禁地笑出聲。2022年SNL第48季行將播出前，切宣佈自己不再擔綱首席編劇一職。

### 其他出演
切在2014年飾演電影《业内前五》中主角安德烈·艾倫（Andre Allen，基斯·洛克飾）的其中一位朋友保羅（Paul）。
2018年9月17日，切與科林·約斯特一起主持第70屆黃金時段艾美獎，兩人在隔年3月一同出現在《WWE Raw》中，並被宣佈將擔任第35届摔角狂热大赛的特派記者。這對拍擋隨後捲入進布勞恩·史卓曼的故事情節中，也導致他們最終成為巨人安德烈紀念杯上繩挑戰賽的參與者。

## 出演作品

### 電影
| 年份 | 電影         | 角色   |
| ---- | ------------ | ------ |
| 2013 | 紐約愛情拼圖 | 路人   |
| 2014 | 萊爾         | 三人組 |
| 2014 | 业内前五     | 保羅   |

### 電視節目
| 年份      | 節目                                   | 職務/角色                | 備註            |
| --------- | -------------------------------------- | ------------------------ | --------------- |
| 2012      | 《奧利佛脫口秀》                       |                          | 1集             |
| 2013–現在 | 《週六夜現場》                         | 演員、编剧或其他         |                 |
| 2014      | 《半小時》                             |                          | 1集             |
| 2014      | 《每日秀》                             |                          | 9集             |
| 2016      | 《大人物麥可·切》                      | 主持人、執行製片人與编剧 |                 |
| 2017      | 《週六夜現場週末新聞播報週四版》       | 演員與编剧               | 3集             |
| 2017      | 《底特律追夢人》                       | 演員與编剧               | 1集             |
| 2018      | 《第70屆黃金時段艾美獎》               | 主持人與编剧             |                 |
| 2018      | 《塞斯·羅根：慈善快活人》              |                          |                 |
| 2018      | 《傑夫·羅斯與戴夫·亞提：你一麥我一麥》 |                          | 1集             |
| 2019      | 《大哥大姐沒出息》                     | 他自己                   | 電視劇，1集     |
| 2019      | 《芝麻街》                             | 他自己                   | 嘉賓            |
| 2019      | 《WWE Raw》                            |                          | 特別嘉賓（2集） |
| 2019      | 《第35届摔角狂热大赛》                 |                          | 特別嘉賓        |
| 2021–現在 | 《那个该死的迈克尔·彻》                | 主持人、執行製片人與编剧 |                 |
| 2021      | 《麥可·切：超敢講》                    | 主持人與编剧             |                 |
| 2021      | 《Quest for Craft》                    |                          | 1集             |
| 2022      | 《齊薇》                               |                          | 1集             |
| 2022      | 《肖恩·巴頓：第一人》                  | 執行製片人               |                 |

## 獲得獎項與提名
| 年份 | 獎項                                                | 提名節目                         | 結果 |
| ---- | --------------------------------------------------- | -------------------------------- | ---- |
| 2015 | 美国编剧工会奖最佳喜劇/綜藝（含脫口秀）電視節目系列 | 《週六夜現場》                   | 提名 |
| 2016 | 美国编剧工会奖最佳喜劇/綜藝滑稽小品系列             | 《週六夜現場》                   | 提名 |
| 2016 | 黃金時段艾美獎綜藝系列影集最佳編劇                  | 《週六夜現場》                   | 提名 |
| 2017 | 美国编剧工会奖最佳喜劇/綜藝滑稽小品系列             | 《週六夜現場》                   | 獲獎 |
| 2017 | 黃金時段艾美獎綜藝系列影集最佳編劇                  | 《週六夜現場》                   | 提名 |
| 2018 | 美国编剧工会奖最佳喜劇/綜藝滑稽小品系列             | 《週六夜現場》                   | 獲獎 |
| 2018 | 美国编剧工会奖最佳喜劇/綜藝滑稽小品系列             | 《週六夜現場週末新聞播報週四版》 | 提名 |
| 2018 | 黃金時段艾美獎綜藝系列影集最佳編劇                  | 《週六夜現場》                   | 提名 |
| 2019 | 美国编剧工会奖最佳喜劇/綜藝滑稽小品系列             | 《週六夜現場》                   | 提名 |
| 2019 | 黃金時段艾美獎綜藝系列影集最佳編劇                  | 《週六夜現場》                   | 提名 |
| 2020 | 美国编剧工会奖最佳喜劇/綜藝滑稽小品系列             | 《週六夜現場》                   | 提名 |
| 2022 | 美国编剧工会奖最佳喜劇/綜藝滑稽小品系列             | 《週六夜現場》                   | 提名 |
| 2022 | 美国编剧工会奖最佳喜劇/綜藝滑稽小品系列             | 《那个该死的迈克尔·彻》          | 提名 |

## 外部連結
- 官方网站
- 麥可·切在互联网电影资料库（IMDb）上的資料（英文）